# رز مونتویا
رز مونتویا (به انگلیسی: Rose Montoya) با نام کامل روزالین مونتویا (به انگلیسی: Rosalynne Montoya)(زاده ۱۰ اکتبر ۱۹۹۵) مدل و چهره شبکه‌های اجتماعی آمریکایی است..
او یک زن ترنس است.